# Lazovec čistý

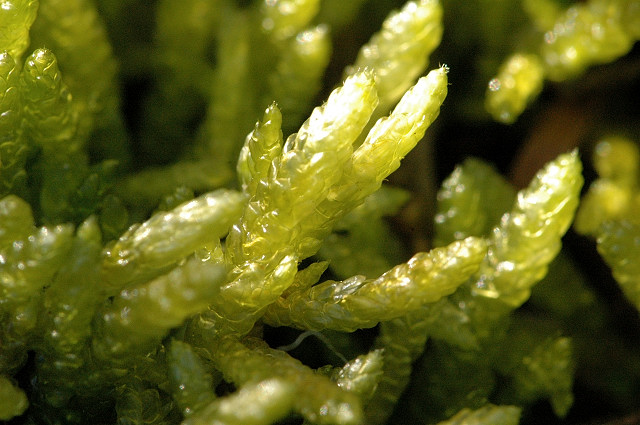
Lodyžka s lístky lazovce čistého (Pseudoscleropodium purum).

Lazovec čistý (Pseudocleropodium purum) je někdy nazýván dutolistec čistý. Kromě latinského názvu Pseudoscleropodium purum je užíváno i synonymum Scleropodium purum. Tento mech z čeledi baňatkovité, lze nalézt na severní polokouli a v Africe.

## Popis

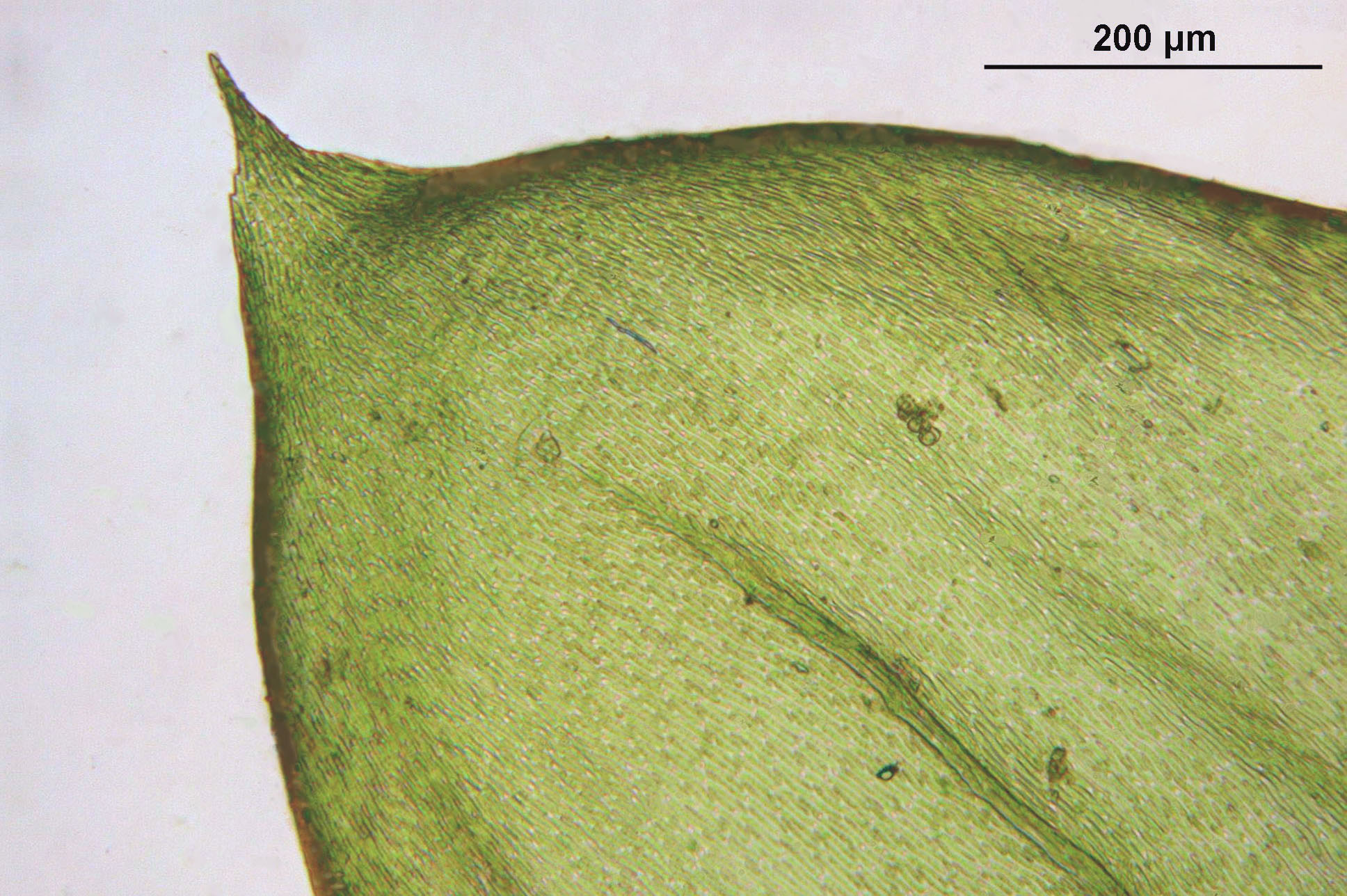
Detail špičky lístku vyrůstajícího na lodyžce lazovce čistého (Pseudoscleropodium purum).

Porosty lazovce vytváří volné poléhavé izolované trsy. Lesklé žlutozelené dvouřadě větvené lodyžky jsou dlouhé 5–15 cm. Žebro je jednoduché, někdy kratší a dvouramenné, dosahuje do poloviny lístku. 2–3 mm dlouhé lístky na lodyžce vyrůstají ve šroubovici a vzájemně se překrývají. Jsou slabě zvrásněné, mají zaokrouhlenou pilovitou špičku. Na hladkém 2–5 cm dlouhém červeném štětu vyrůstá válcovitá, lehce zakřivená tobolka. Z té se kuželovitým víčkem se zobánkem uvolňují výtrusy o velikosti 12–16 µm. Výtrusy mohou dozrávat i v zimě. Rostliny jsou dvoudomé.

## Stanoviště
Roste v listnatých nebo světlých jehličnatých lesích od nížinných až po horské oblasti. Vyhledává polostinná stanoviště nejčastěji na okrajích lesů a u cest. Roste na vápnitých, jílovitých i písčitých, středně vlhkých půdách bohatých na živiny.

## Využití
Dříve byl lazovec čistý používán k výrobě kartáčů na čištění čepců a klobouků. V dnešní době se podobně jako jiné druhy mechů používá k monitoringu těžkých kovů v životním prostředí.

## Záměny
Díky vydutým listům s krátkou nasazenou špičkou a poměrně krátkému žebru, jež jsou charakteristické pro tento druh, je téměř nezaměnitelný. Nejčastěji lze zaměnit s travníkem Schreberovým (Pleurozium schreberi), jehož lodyžka je na rozdíl od lazovce červenohnědá.

## Ochrana
Tento druh není vedený v Červeném seznamu ohrožených druhů.